# Associated Commercial Vehicles

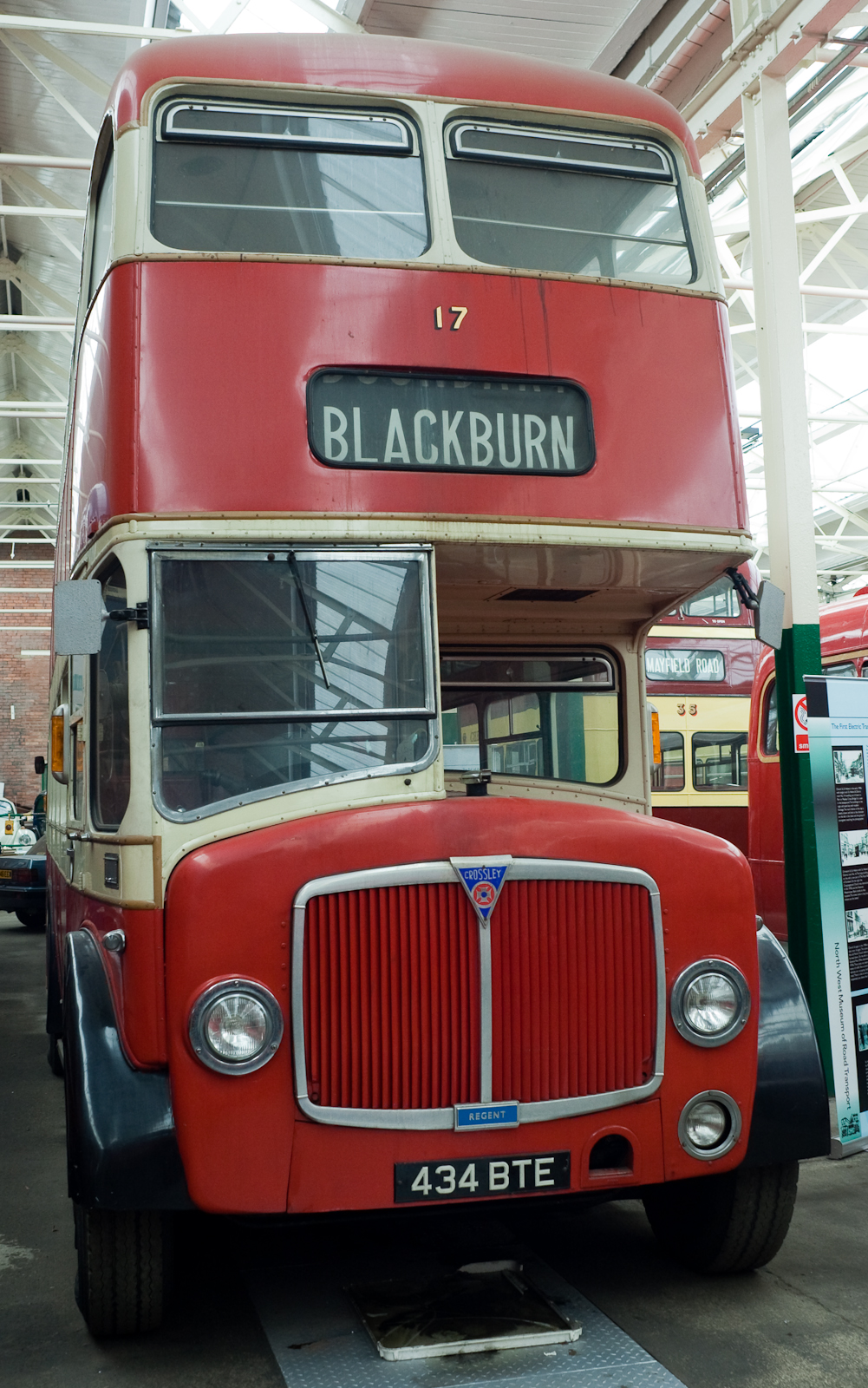
Bei diesem Crossley Regent handelt es sich um einen bei Crossley Motors unter dem Dach der ACV produzierten AEC Regent, das Fahrzeug trägt die Markenembleme von AEC und Crossley

Die Associated Commercial Vehicle Group (ACV) war ein britischer Nutzfahrzeughersteller. Sie entstand 1948 aus dem Zusammenschluss der Nutzfahrzeughersteller Associated Equipment Company (AEC), Crossley Motors und Maudslay. Im Jahr 1962 wurde das Unternehmen von Leyland Motors übernommen.

## Geschichte
Die Nationalisierung des britischen Transportgewerbes im Ergebnis des Transport Act 1947 führte auch zu einer Neustrukturierung der britischen Fahrzeugindustrie. Durch das einsetzende Wirtschaftswachstum nach Ende des Zweiten Weltkrieges wuchs auch der Bedarf an Transportleistungen. Die meisten britischen Speditionsunternehmen waren jedoch zu finanzschwach, um leistungsfähige Lastkraftwagen für den Güterfernverkehr zu beschaffen. Diese Entwicklung führte 1948 zur Gründung der British Road Services (BRS). Zur gleichen Zeit waren die britischen Nutzfahrzeughersteller nur schwer in der Lage, den gestiegenen Bedarf an Lastkraftwagen zu befriedigen. Zwar hatte die britische Nutzfahrzeugindustrie leistungsfähige und qualitativ hochwertige Fahrzeuge entwickelt und schon vor dem Zweiten Weltkrieg eine Führungsrolle im Nutzfahrzeugbau eingenommen, jedoch blieben die hergestellten Stückzahlen bei den vielen kleineren Herstellern eher gering. Durch den einsetzenden, auch staatlich geförderten Konzentrationsprozess sollte die Typenvielfalt verringert, die Produktion effizienter gestaltet und die Anzahl der hergestellten Lkw insgesamt erhöht werden. So übernahm die Associated Equipment Company (AEC) 1948 die beiden Hersteller Crossley Motors und Maudslay und wurde in Associated Commercial Vehicle umbenannt. Der Markenname AEC wurde jedoch ebenso wie die beiden anderen Markennamen beibehalten. Die Produktionspalette wurde gestraft und im Wesentlichen auf bei AEC entwickelte Fahrzeuge ausgerichtet. Das neue Unternehmen nutzte jedoch die hohe Reputation der übernommenen Konkurrenten und vertrieb eigene Fahrzeugentwicklungen im sogenannten badge-engineering. So wurde beispielsweise der AEC Regent auch bei Crossley montiert und als Crossley Regent vermarktet.
Im Jahr 1949 wurden die Karosseriehersteller Park Royal Vehicles (PRV) und Charles H. Roe übernommen. Beide Firmen hatten sich auf die Herstellung von Aufbauten für Busse spezialisiert. Die Übernahme hatte daher wenig Einfluss auf die Produktion von Lastkraftwagen. Da sich mit AEC und Park Royal jedoch jeweils ein Hersteller von Chassis und Aufbauten für Busse im Firmenverbund befanden, konnten durch aufeinander abgestimmte Konstruktionen von Fahrgestell und Aufbau die Anforderungen großer Buslinienbetreiber besser erfüllt werden. Für den AEC Routemaster, der ab den 1950er Jahren in großer Stückzahl hauptsächlich für London Transport produziert wurde, fertigte AEC das Chassis und Park Royal den Aufbau.
Ab dem Jahr 1957 erweiterte ACV das Produktionsspektrum und bot unter dem Markennamen AEC Kipper an, zunächst als Dreiachser mit einem Ladevolumen von 10 cu yd, später auch Vierachser mit einem Ladevolumen bis zu 18 cu yd. Die Produktion dieser Fahrzeuge wurde bis 1967 fortgeführt.
Im Jahr 1961 wurde Transport Equipment, ehemals Thornycroft, übernommen. Die Produktion von normalen Lastkraftwagen dieser Marke wurde beendet, während der Bau von Spezialfahrzeugen, wie Flughafenfeuerwehr-Fahrzeugen, Baustellenfahrzeugen und Fahrzeugen für den Einsatz auf Ölfeldern zunächst fortgesetzt wurde.
Leyland Motors, die bereits 1951 Albion und 1955 Scammell übernommen hatten, übernahm 1962 auch ACV. Damit befand sich ein großer Teil der ehemals selbständigen britischen Nutzfahrzeughersteller unter einem Konzerndach. Nach der Übernahme durch Leyland Motors wurde die Produktion der einzelnen Marken fortgesetzt, auch wenn diese durch Übernahmen von Baugruppen schrittweise ihre Identität verloren. Sichtbares Zeichen war die Übernahme des von Leyland entwickelten Ergomatic- Führerhauses für die Lkw von AEC ab 1964. Auch die Nachfolgeunternehmen von Leyland Motors nutzten die eingeführten Markennamen weiter, so wurde der letzte Lkw der Marke AEC erst 1979 und der letzte Bus 1980 montiert.